# Eufrosina a Kievului
Eufrosina a Kievului, cunoscută și sub numele de Efrosina Mstislavna, în ucraineană Єфросинія Мстиславівна, pronunțat [efrosinija mstislavivna], (n. 1130, Kiev, Rusia Kieveană – d. 1186, Regatul Ungariei) a fost fiica lui Mstislav I al Kievului și a celei de-a doua soții a acestuia, Liubova Dmitrievna. Părinții Liubovei Dmitrievna erau nobili ruși: tatăl ei a fost Dmitri Savidici, iar mama sa, cea de-a doua soție a acestuia. În 1146, la vârsta de 16 ani, s-a căsătorit cu Géza al II-lea al Ungariei. A fost regină a Ungariei din 1146 până în 1162. A avut șapte fii și fiice, dintre care doi dintre fii au devenit regi ai Ungariei: Ștefan al III-lea și Béla al III-lea.

## Urmași
- Ștefan al III-lea al Ungariei (n. 1147 – d. 4 martie 1172);[2]
- Béla al III-lea al Ungariei (n. 1148 – d. 24 aprilie 1196);[2]
- Erzsebet / Elisabeta (n. 1149 – d. după 1190), soția ducelui Frederic al Boemiei;
- Árpád, decedat în copilărie;
- Odola / Adela (c. 1156 – d. după 1169), soția ducelui Svatopluk al Boemiei;
- Ilona / Helena (n. 1158 – d. 25 mai 1199), soția ducelui Leopold al V-lea al Austriei;
- Margit / Margareta (1162 – 1208).